# Thurii
Thurii (anche Turii, Turi o Thurio; in greco antico: Θούριοι?, Thoúrioi, in latino Thurium), attestata in età romana anche come Copia o Copiae, fu una città della Magna Grecia, situata nelle vicinanze dell'antica Sybaris, odierna Sibari in Calabria, nel territorio dell'odierno comune di Corigliano-Rossano oppure, più probabilmente, pressoché sullo stesso sito, sulla costa occidentale del Golfo di Taranto. Thurii sorse come colonia panellenica (ovvero formata da greci di tutte le provenienze) ma fu di fatto l'unica fondazione realizzata da Atene nel Mediterraneo occidentale. Perse sempre più importanza fino ad essere abbandonata nel corso del Medioevo. 

## Storia

### Fondazione
L'originale nucleo della polis si fa risalire al 720 a.C. circa, anno in cui la mitica figura achea di Filottete la fondò; sempre secondo Pompeo Trogo nella città, durante la vita dello storico, si sarebbe potuta visitare la tomba di Filottete e le frecce di Ercole «che segnarono il destino di Troia». 
In seguito alla distruzione della città di Sybaris da parte di Crotone, i superstiti sibariti, sparsi nella regione, avevano più volte tentato di rifondare la città ma senza successo. Si rivolsero perciò ad Atene, dove Pericle, all'apogeo della sua potenza, si mostrò interessato a fondare una città che divenisse simbolo della civiltà ateniese in Magna Grecia e centro del panellenismo. Dopo un primo tentativo di fondare la nuova città sul sito della vecchia Sybaris, sorsero presto dei contrasti tra i sibariti e gli ateniesi che indusse questi ultimi a spostarsi poco lontano e fondare nel 444/443 a.C. la nuova città con il nome di Thurii.  
La scrittura della costituzione della nuova città fu affidata al sofista Protagora, il suo piano urbanistico ortogonale fu tracciato probabilmente dall'architetto Ippodamo di Mileto; Empedocle accorse da Agrigento per assistere alla fondazione. Lo statista ateniese offrì allo storiografo Erodoto, vicino al circolo culturale gravitante attorno alla sua figura, un ruolo nella fondazione della colonia. Il tragediografo Sofocle, in stretta amicizia con Erodoto, gli dedicò un epigramma all'atto del suo trasferimento a Thurii. Erodoto si stabilì per diverso tempo nella colonia, ne assunse la cittadinanza della quale andò sempre fierissimo ed i suoi legami con essa furono tanto stretti che in alcuni codici fu detto "di Turi". Il rapido deteriorarsi dei rapporti (che comunque si riaccese successivamente, durante la spedizione ateniese in Sicilia) tra Thurii ed Atene rende poco credibile un'antica notizia secondo cui Erodoto, che era legatissimo all'ambiente di Pericle, sarebbe morto in quella colonia della Magna Grecia, nella cui agorà avrebbe avuto sepoltura.

### Città della Magna Grecia
In quanto colonia ed alleata di Atene, Thurii ebbe inizialmente un sistema politico di tipo democratico con suddivisione del corpo civico molto simile a quella della madrepatria, anche se non più di dieci anni dopo pare che la città conobbe una parentesi di regime oligarchico in mano ai grandi proprietari terrieri. La democrazia ritornò in seguito ad alcune lotte civili al termine delle quali gli oppositori della politica filoateniese furono cacciati dalla città. 

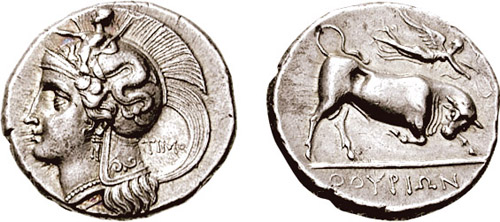
Statere del IV secolo a.C.

La costituzione cittadina era basata su quella di Caronda. Colonia di Sibari, Turi anelava fortemente la Sibaritide. Così si scontrò con i tarantini nel 433-32 e, siglato un accordo, questi ultimi vinsero la città conquistando la zona voluta dai turioti. Dopo la disfatta contro Taranto, la città cercò di espandersi verso il Tirreno, e anche qui venne a scontrarsi con la città di Terina e con i Lucani. Thurii sostenne anche la spedizione ateniese in Sicilia del 415 a.C. fornendo soldati e triremi alla stessa Atene. Il fallimento della spedizione ateniese causò nuovamente la caduta del regime democratico e il ritorno dell'oligarchia.  
All'inizio del IV sec. faceva parte della Lega italiota assieme ad altre città per combattere la pressione fatta dai Lucani. Per tutto il secolo riuscì a resistere alle incursioni, fino a quando nel 282 a.C., vista l'impossibilità di fermare gli stessi Lucani, chiese a Roma un presidio nella città. 

### Età romana
Durante la seconda guerra punica, Thurii è segnalata come una delle città che si ribellarono ai Cartaginesi all'indomani della battaglia di Canne. Lo storico romano Tito Livio colloca la sua rivolta nell'anno 212 a.C. Nel 194 a.C. la città divenne colonia latina col nome di Copia e divenne municipium. Nel 72 a.C., durante la terza guerra servile, la città fu presa e saccheggiata da Spartaco Allo scoppio delle guerre civili, Giulio Cesare stanziò nella città una guarnigione di cavalieri gallici e ispanici, e fu qui che Marco Celio Rufo fu messo a morte dopo un vano tentativo di suscitare un'insurrezione dei Bruzi Nel 40 a.C. fu attaccata anche da Sesto Pompeo che ne devastò il territorio ma non riuscì a superare le mura cittadine.

### Abbandono
Nel corso del tempo l'accrescimento di sedimenti del fiume Crati fece sì che il suo delta si spostasse verso il mare ad un ritmo di un metro all'anno. Di conseguenza i successivi siti di Sybaris, Thurii e Copia rimasero senza sbocco sul mare e persero la loro importanza non avendo più facile accesso al mare per il commercio. La datazione della decadenza della città è incerta, ma sembra che sia stata abbandonata durante il Medioevo quando gli abitanti si rifugiarono in località Terranova (Terranova da Sibari), a circa 15 chilometri nell'entroterra, su un colle sulla sponda sinistra del Crati.